# Wetering (watergang)

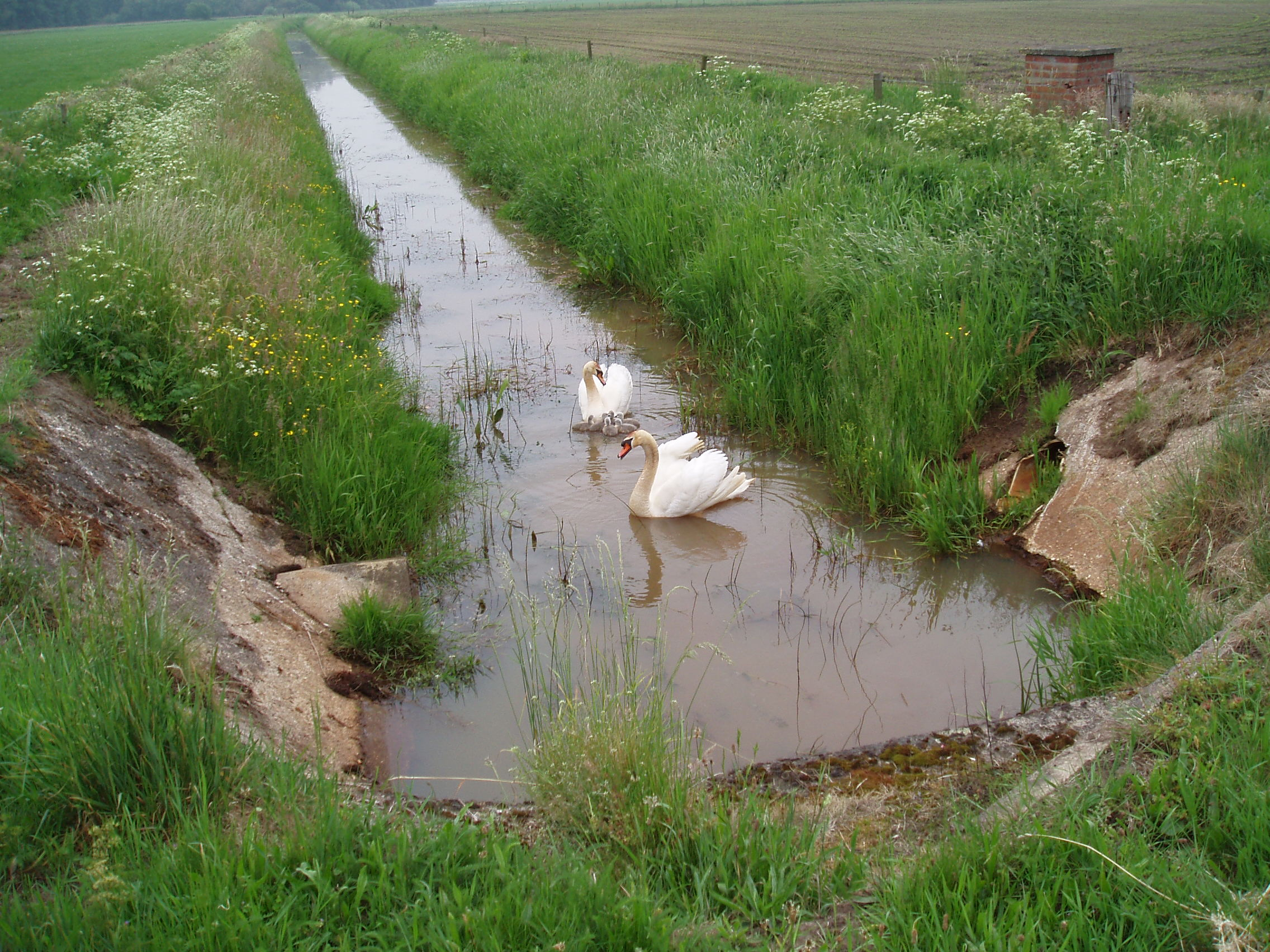
De Soestwetering loopt door Salland van Dijkerhoek naar Zwolle

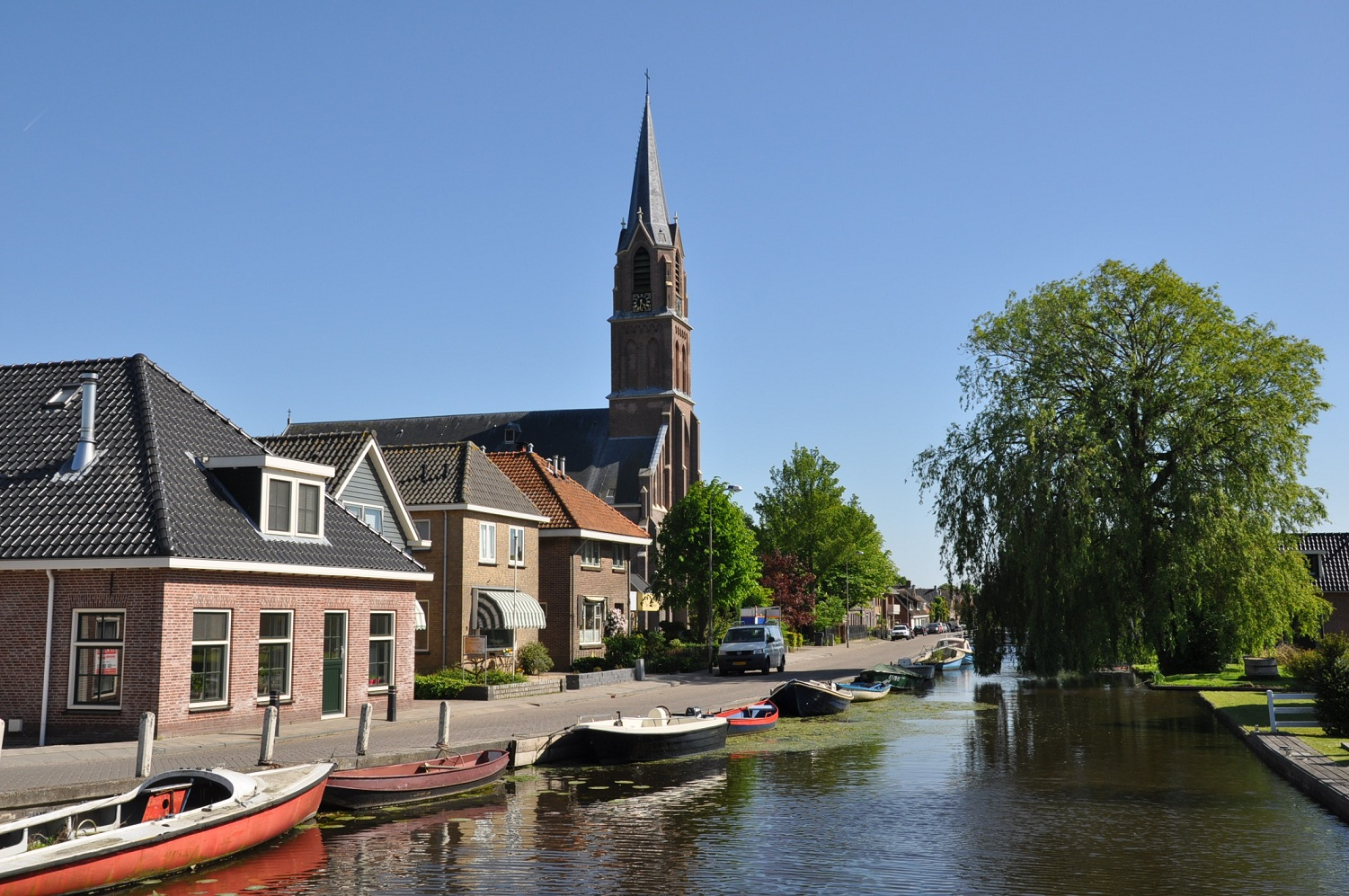
Het dorp Rijpwetering aan de Rijpwetering (Z-Holland)

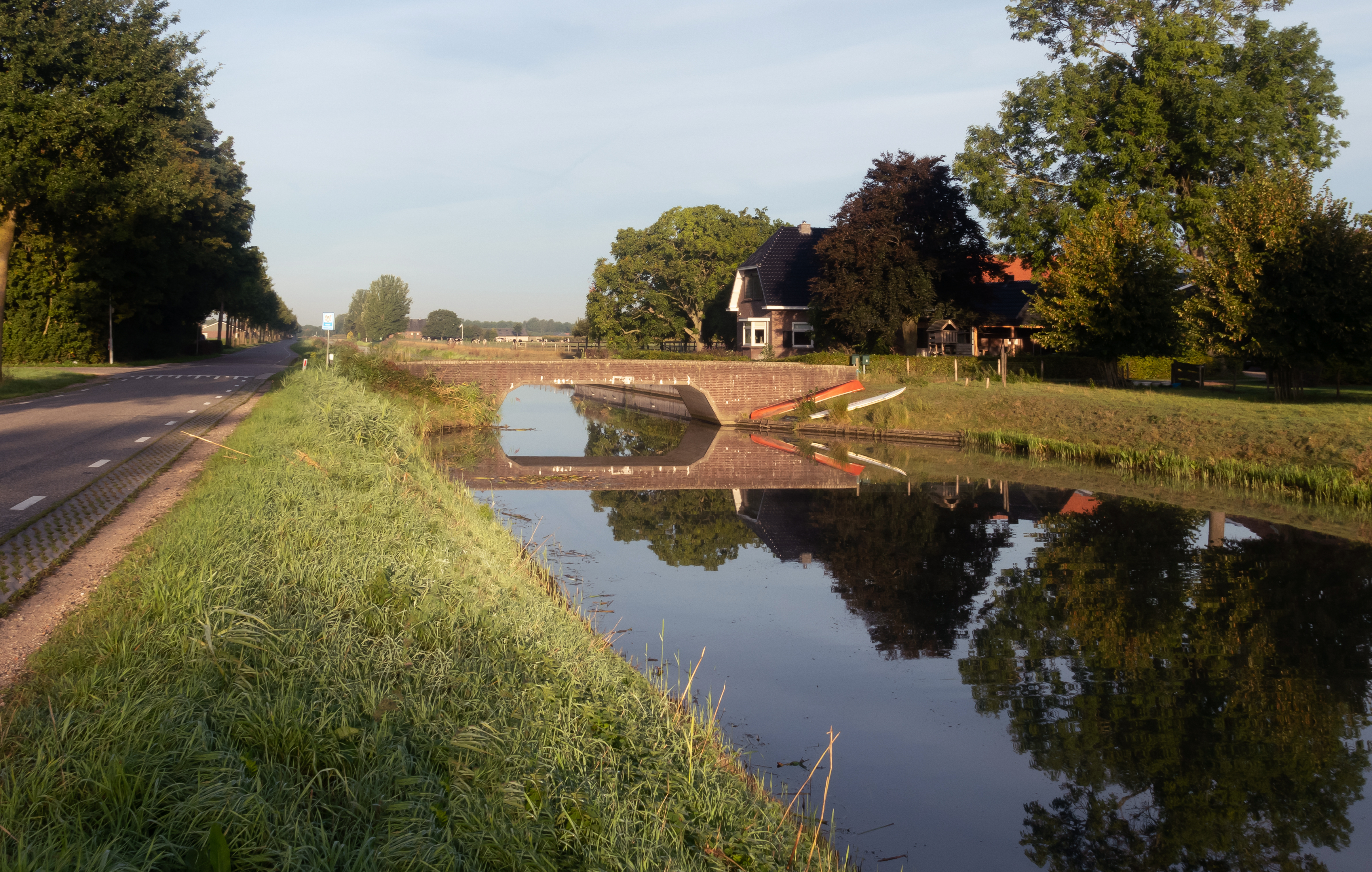
De Lingewetering bij Zetten

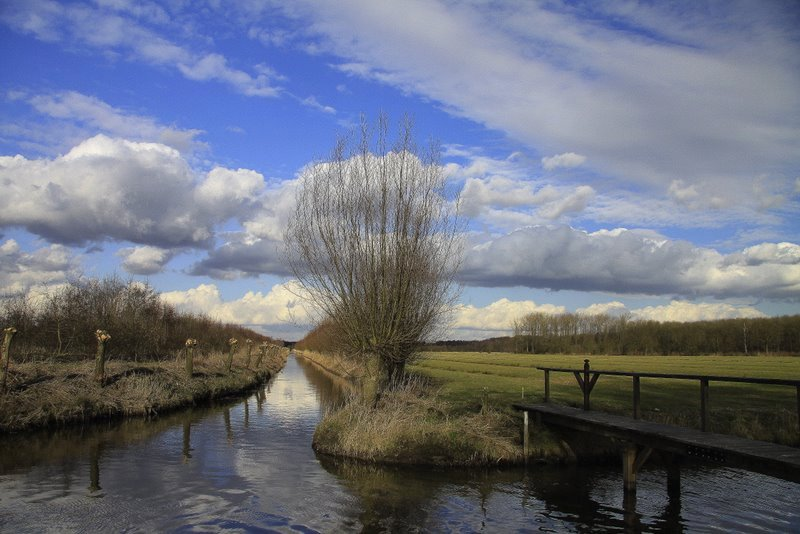
De Langbroekerwetering tussen Odijk en Wijk bij Duurstede.

Een wetering is een (gegraven) watergang.
Vooral bij de ontginning van laagveengebieden was het graven van een wetering belangrijk voor de afwatering van het gebied. De wetering werd vaak evenwijdig gegraven aan de ontginningsbasis, zoals een weg, dijk of oeverwal. Vanaf de ontginningsbasis werd het veen dan ontgonnen tot aan de eerste wetering. Vanaf daar kon het proces zich herhalen tot de aan de eerste wetering evenwijdig gegraven volgende wetering. Langs de wetering was vaak bewoning. Weteringen komen voor in een (laag)veenlandschap.
In het IJsseldal en de Betuwe werden al in de Middeleeuwen weteringen gegraven om de vernatting van het gebied tegen te gaan. Dat was nodig doordat stroomruggen en bedijking een vrije afvoer van water naar de rivier steeds meer belemmerden. 

## Voorbeelden

### West-Vlaanderen
- De Moeren (polder) bij Veurne

### Overijssel
- De Soestwetering van Dijkerhoek naar Zwolle
- De Zandwetering van de Gooiersmars bij Deventer naar Zwolle

### Noord-Brabant
- De Hertogswetering van Grave naar Gewande
- De Grote Wetering van Nistelrode naar 's-Hertogenbosch

### Noord-Holland
- De Boerenwetering in Amsterdam

### Zuid-Holland
- Woudwetering, Rijpwetering, Heimanswetering
- Meerburgerwatering
- Schenk of Schenkwetering

### Utrecht
- De Langbroekerwetering, tussen Wijk bij Duurstede en Driebergen-Rijsenburg
- Gooyerwetering, bij Driebergen-Rijsenburg
- Nieuwe Wetering, van de Vecht in Nieuwersluis naar de Angstel bij de Oukoper Molen
- Schalkwijkse Wetering, van Nieuwegein naar de Lek bij Culemborg
- Houtense wetering, door Houten
- Amerongerwetering, van Amerongen naar Wijk bij Duurstede

### Gelderland
- Het gegraven gedeelte van de Linge, van de inlaat uit het Pannerdensch Kanaal bij Doornenburg tot de Dode Linge tussen Tiel en Zoelen
- Nieuwe Wetering, van Nijmegen naar Appeltern